# Wildfire
Pour les articles homonymes, voir Wildfire (homonymie).
Wildfire est une série télévisée américaine en 52 épisodes de 45 minutes créée par Michael Piller et diffusée du 20 juin 2005 au 26 mai 2008 sur ABC Family.
En France, la série est diffusée depuis le 7 septembre 2006 sur M6 puis rediffusée depuis le 3 septembre 2007 sur Série Club et depuis le 23 août 2010 sur Téva. Au Québec, la série a été diffusée à partir du 5 février 2008 sur VRAK.TV.

## Synopsis
Kris est une jeune délinquante, dans son centre de rétention des sorties sont organisées. Lors des sorties elle rencontre Wildfire un cheval de policier. Ce cheval va permettre à Kris de changer de comportement mais Wildfire est mis en vente aux enchères. Kris va donc tout faire pour le sauver.
Avec l'aide de Pablo un grand entraineur de chevaux qui va lui proposer un job à Raintree, le haras où il travaille, Kris va sortir de prison. Au haras Raintree Kris va rencontrer les Ritter : Jean et son père dirigent le haras et Matt est le fils de Jean. Mais elle va aussi retrouver Wildfire, qui va être entraîné pour les courses. Dans le haras concurrent elle va faire la connaissance de Dany et de son frère le séduisant Junior Davis qui est le meilleur ami de Matt et avec qui elle va se lier d'amitié...

## Distribution

### Acteurs principaux
- Genevieve Padalecki (VF : Marie-Eugénie Maréchal) : Kristine « Kris » Furillo-Davis
- Micah Alberti (VF : Pascal Nowak) : Matthew « Matt » Ritter
- Ryan Sypek (VF : Alexandre Gillet) : Kenneth « Junior » Davis
- Nicole Tubiola (en) (VF : Edwige Lemoine) : Danielle Davis
- Nana Visitor (VF : Danièle Douet) : Jean Ritter
- Dennis Weaver (VF : Richard Leblond) : Henry Ritter
- Greg Serano (VF : Damien Boisseau) : Pablo Betart
- James Read (VF : Jean Barney) : Kenneth « Ken » Davis (saisons 3 et 4 - récurrent saisons 1 et 2)
- Andrew Hoeft (VF : Théo Gebel) : Todd Ritter (saisons 1 et 2 - récurrent saison 3)

### Acteurs récurrents
- Charlotte Salt (VF : Laura Blanc) : Gillian Parsons
- Kieren Hutchison (VF : Stéphane Bazin) : Kerry Connelly
- Arye Gross (VF : Thierry Wermuth) : Charlie Hewitt
- Amy Jo Johnson (VF : Annabelle Roux) : Tina Sharp
- Joe Lando (VF : Maurice Decoster) : Pete Ritter
- Eric Winter (VF : Nessym Guétat) : R.J. Blake
- Jason London (VF : Fabrice Josso) : Bobby
- Amanda Seyfried (VF : Chloé Berthier) : Rebecca
- David Ramsey (VF : Pierre Tessier)  : Dr Noah Gleason

 Source et légende : version française (VF) sur RS Doublage

## Épisodes

### Première saison (2005)
1. Une seconde chance (1/2) (Pilot 1/2)
2. Une seconde chance (2/2) (Pilot 2/2)
3. Question de confiance (Trust)
4. La Vie devant nous (Mothers)
5. L'Enfer du jeu (Guilty)
6. Première Course (The Claiming Race)
7. Le Fil Magique (Lost & Found)
8. En danger (The Track)
9. Une grande fête (The Party)
10. Crise d'identité (Identity)
11. Trahison (Tina Sharp)
12. Rêve de gloire (Impressions)
13. Le Grand Jour (Loyalty)

### Deuxième saison (2006)
Le 15 août 2005, la série est renouvelée pour une deuxième saison, diffusée à partir du 2 janvier 2006.
1. Nouveau départ (Try it Without the Porsche)
2. Le Sens des affaires (Opportunity Knocks)
3. L'Évasion (A Good Convict is Hard To Find)
4. La Fièvre du samedi soir (Dangerous Liaisons)
5. Conflit d'intêret (Family Matters)
6. Les Démons du passé (Nothing Takes the Past Away Like the Future)
7. L'Envol (Taking Off)
8. Chantage (Fear)
9. La Chute (Break Down)
10. Héritage (51/49)
11. Jeu de déduction (Who Are You)
12. Rendez-vous manqué (For Love or Money)
13. L'Enjeu suprême (Close Shave)

### Troisième saison (2007)
Le 12 avril 2006, la série est renouvelée pour une troisième saison, diffusée à partir du 1er janvier 2007.
1. La Fin d'un conte de fée (Fairy Tale Ending)
2. Rivalités (The Feud)
3. Le Roi du rodéo (Moving On)
4. La Valse des sentiments (Close to Home)
5. La Princesse et le Cow-boy (Love vs Work)
6. Embrasse-moi (Kiss, Kiss)
7. Tous ensemble (Push Me, Pull You)
8. Question d'instinct (The Goodbye)
9. Cœurs brisés (Heartless)
10. L'Épreuve (Diplomacy)
11. La Famille avant tout (You Can't Count on Me)
12. Ni vainqueur ni vaincu (Picking Sides)
13. Le Duel (So Long Partner)

### Quatrième saison (2008)
Le 6 novembre 2006, la série est renouvelée pour une quatrième saison, diffusée à partir du 21 janvier 2008.
1. Entre la vie et l'amour (1/2) (The More Things Change 1/2)
2. Entre la vie et l'amour (2/2) (The More Things Change 2/2)
3. Changer le monde (Calm)
4. Les Douze Petits Cochons (Flames)
5. La Passion (The Friend)
6. Joyeuse Pagaille (Friendship/Passion)
7. Le Grand Pardon (Commitment Issues)
8. Nous deux (Life's Too Short)
9. Cauchemar (Vows)
10. Enfin réunis (The Comeback)
11. Et que vive le haras ! (Being Mrs Davis)
12. Photo finish (1/2) (The Wedding 1/2)
13. Photo finish (2/2) (The Wedding 2/2)